# Montant
Montant (en castellà i oficialment Montán) és un municipi valencià de la comarca de l'Alt Millars.

## Símbols
L'escut oficial de Montant té el blasonament següent: Escut quadrilong de punta redona. En camp d'atzur, una torre torrejada d'or, aclarida i maçonada de sable, acostada a la destra per una rama de llorer de sinople, fruitada de sable, i a la sinistra per una palma d'or, enllaçades ambdues per una cinta de gules. Per timbre, una corona reial oberta. Les armes tradicionals de Montant al·ludixen a l'antic castell sarraí que corona la vila, conegut com el Castellmontant.

## Geografia
Montant apareix enclavat en el vessant del pujol del Calvari, a un costat i a l'altre del barranc de les Eres, en els contraforts de la Serra d'Espadà. El nucli urbà es troba a la vall del riu Montant, afluent del riu Millars.
Limita amb Montanejos, Cirat, Torralba, Figueres, Caudiel i La Font de la Reina.

## Història
Població d'origen àrab, després de la reconquesta en 1239 la població morisca s'hi va quedar i va conservar els seus usos i costums fins a la seua expulsió en 1609. Sembla que va ser repoblada per gents vingudes de Provença. També es van establir en la localitat monjos servites que van fundar un monestir que encara existix en l'actualitat.
Durant les guerres carlistes va ser un important nucli d'activitat militar.

## Demografia
| 1990 | 1992 | 1994 | 1996 | 1998 | 2000 | 2002 | 2004 | 2005 | 2006 | 2010 | 2012 |
| ---- | ---- | ---- | ---- | ---- | ---- | ---- | ---- | ---- | ---- | ---- | ---- |
| 389  | 361  | 352  | 346  | 340  | 347  | 338  | 330  | 370  | 380  | 443  | 415  |

## Economia
Basada tradicionalment en l'agricultura i la ramaderia. En el segle xix va comptar amb una fàbrica de filats i teixits.

## Alcaldia
Des de 2015 l'alcalde de Montant és Sergio Fornas Tuzón, del Partit Popular (PP).
| Període                       | Alcalde o alcaldessa                             | Partit polític | Data de possessió     | Observacions |
| ----------------------------- | ------------------------------------------------ | -------------- | --------------------- | ------------ |
| 1979–1983                     | Antonio Fornas Tuzón                             | UCD            | 19/04/1979            | --           |
| 1983–1987                     | Antonio Fornas Tuzón                             | AP-PDP-UL-UV   | 28/05/1983            | --           |
| 1987–1991                     | Vicente Bayo Bádenas                             | AP             | 30/06/1987            | --           |
| 1991–1995                     | Antonio Fornas Tuzón                             | PP             | 15/06/1991            | --           |
| 1995–1999                     | Antonio Fornas Tuzón                             | PP             | 17/06/1995            | --           |
| 1999–2003                     | Antonio Fornas Tuzón                             | PP             | 03/07/1999            | --           |
| 2003–2007                     | Antonio Fornas Tuzón                             | PP             | 14/06/2003            | --           |
| 2007–2011                     | Antonio Fornas Tuzón                             | PP             | 16/06/2007            | --           |
| 2011–2015                     | Antonio Fornas Tuzón Miguel Ángel Guiñón Bellido | PP             | 11/06/2011 06/11/2013 | Defunció --  |
| 2015–2019                     | Sergio Fornas Tuzón                              | PP             | 13/06/2015            | --           |
| 2019-2023                     | Sergio Fornas Tuzón                              | PP             | 15/06/2019            | --           |
| Des de 2023                   | Sergio Fornas Tuzón                              | PP             | 17/06/2023            | --           |
| Fonts: Generalitat Valenciana |                                                  |                |                       |              |

## Monuments

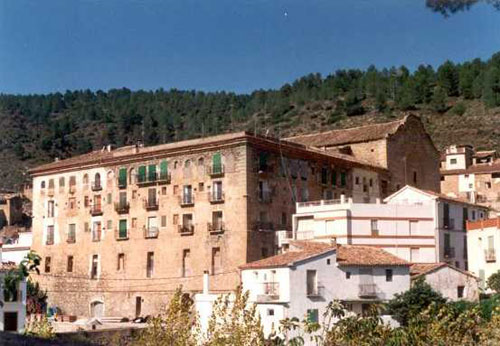
Convent dels Servites

### Monuments religiosos
- Convent del Servites. Del segle xviii, amb arquitectura postbarroca i preacadèmica. L'aspecte actual del convent data de 1763. Cessa l'ús com a convent amb la desamortització de Mendizábal. En 1836, els carlistes el fortifiquen i l'usen com a fortalesa.
- Església de Sant Bernat. Del segle xviii. Consta d'una sola nau amb talla i fulles d'acant, d'estil xurrigueresc. L'altar major és d'altura regular i conserva una creu processional del segle xviii.
- Ermita de Santa Bàrbara.
- Casa del Comte o Abadia. Antiga casa feudal, propietat del comte de la Villanueva. A partir de 1612 i amb motiu de l'arribada de nou frares servites, fou casa abadia i primera residència dels monjos fins a la terminació del convent. En l'actualitat és propietat privada ocupada pel sacerdot titular de l'Església.

### Monuments civils
- Castell de Montant. Actualment només en queden restes de les muralles.

## Festes i celebracions
- Sant Antoni. Se celebra el 17 de gener.
- Sant Bernat. Setmana de festes majors al voltant del 20 d'agost.
- Mostra del Matacerdo. Se celebra el cap de setmana del pont de la Constitució (6 de desembre) i s'hi recorda la Matança del Porc amb l'elaboració de plats típics.

## Fills il·lustres
- Arturo Tuzón Gil (Montant, 1928 - València, 2010), empresari i expresident del València CF.